# Divizia A 1991-1992
Sezonul 1991-1992 al Diviziei A a fost cea de-a 74-a ediție a Campionatului de Fotbal al României, și a 54-a de la introducerea sistemului divizionar. A început pe 25 august 1991 și s-a terminat pe 21 iunie 1992. Echipa Dinamo București a devenit campioană pentru a 14-a oară în istoria sa, egalând-o astfel pe Steaua București la numărul de titluri acumulate.

## Stadioane
| Steaua București   | FC U Craiova | Rapid București | Dacia Unirea Brăila |
| ------------------ | --- | --- | ------------------- |
| Steaua             | Ion Oblemenco | Rapid-Giulești | Municipal (Brăila)  |
| Capacitate: 28.365 | Capacitate: 37.000 | Capacitate: 19.100 | Capacitate: 30.000  |
|                    | | |                     |
| Dinamo București   | Politehnica Timișoara | Argeș Pitești | FC Ploiești         |
| Dinamo             | Politehnica | Municipal (Argeș) | Ilie Oană           |
| Capacitate: 15.032 | Capacitate: 40.000 | Capacitate: 17.500 | Capacitate: 20.000  |
|                    | | |                     |
| Oțelul Galați      | OțelulBrăilaBacăuPolitehnicaPloieștiFarulUniversitateaGloriaInterASAArgeșElectroputereBrașovCorvinulBucureștiEchipele din București: · Dinamo · Rapid · Sportul · SteauaDivizia A 1991-1992 (România) DinamoRapidSteauaSportul Locația echipelor din București. | OțelulBrăilaBacăuPolitehnicaPloieștiFarulUniversitateaGloriaInterASAArgeșElectroputereBrașovCorvinulBucureștiEchipele din București: · Dinamo · Rapid · Sportul · SteauaDivizia A 1991-1992 (România) DinamoRapidSteauaSportul Locația echipelor din București. | ASA Târgu Mureș     |
| Oțelul             | OțelulBrăilaBacăuPolitehnicaPloieștiFarulUniversitateaGloriaInterASAArgeșElectroputereBrașovCorvinulBucureștiEchipele din București: · Dinamo · Rapid · Sportul · SteauaDivizia A 1991-1992 (România) DinamoRapidSteauaSportul Locația echipelor din București. | OțelulBrăilaBacăuPolitehnicaPloieștiFarulUniversitateaGloriaInterASAArgeșElectroputereBrașovCorvinulBucureștiEchipele din București: · Dinamo · Rapid · Sportul · SteauaDivizia A 1991-1992 (România) DinamoRapidSteauaSportul Locația echipelor din București. | Ladislau Bölöni     |
| Capacitate: 13.500 | OțelulBrăilaBacăuPolitehnicaPloieștiFarulUniversitateaGloriaInterASAArgeșElectroputereBrașovCorvinulBucureștiEchipele din București: · Dinamo · Rapid · Sportul · SteauaDivizia A 1991-1992 (România) DinamoRapidSteauaSportul Locația echipelor din București. | OțelulBrăilaBacăuPolitehnicaPloieștiFarulUniversitateaGloriaInterASAArgeșElectroputereBrașovCorvinulBucureștiEchipele din București: · Dinamo · Rapid · Sportul · SteauaDivizia A 1991-1992 (România) DinamoRapidSteauaSportul Locația echipelor din București. | Capacitate: 15.000  |
|                    | OțelulBrăilaBacăuPolitehnicaPloieștiFarulUniversitateaGloriaInterASAArgeșElectroputereBrașovCorvinulBucureștiEchipele din București: · Dinamo · Rapid · Sportul · SteauaDivizia A 1991-1992 (România) DinamoRapidSteauaSportul Locația echipelor din București. | OțelulBrăilaBacăuPolitehnicaPloieștiFarulUniversitateaGloriaInterASAArgeșElectroputereBrașovCorvinulBucureștiEchipele din București: · Dinamo · Rapid · Sportul · SteauaDivizia A 1991-1992 (România) DinamoRapidSteauaSportul Locația echipelor din București. |                     |
| Farul Constanța    | OțelulBrăilaBacăuPolitehnicaPloieștiFarulUniversitateaGloriaInterASAArgeșElectroputereBrașovCorvinulBucureștiEchipele din București: · Dinamo · Rapid · Sportul · SteauaDivizia A 1991-1992 (România) DinamoRapidSteauaSportul Locația echipelor din București. | OțelulBrăilaBacăuPolitehnicaPloieștiFarulUniversitateaGloriaInterASAArgeșElectroputereBrașovCorvinulBucureștiEchipele din București: · Dinamo · Rapid · Sportul · SteauaDivizia A 1991-1992 (România) DinamoRapidSteauaSportul Locația echipelor din București. | Sportul Studențesc  |
| Farul              | OțelulBrăilaBacăuPolitehnicaPloieștiFarulUniversitateaGloriaInterASAArgeșElectroputereBrașovCorvinulBucureștiEchipele din București: · Dinamo · Rapid · Sportul · SteauaDivizia A 1991-1992 (România) DinamoRapidSteauaSportul Locația echipelor din București. | OțelulBrăilaBacăuPolitehnicaPloieștiFarulUniversitateaGloriaInterASAArgeșElectroputereBrașovCorvinulBucureștiEchipele din București: · Dinamo · Rapid · Sportul · SteauaDivizia A 1991-1992 (România) DinamoRapidSteauaSportul Locația echipelor din București. | Regie               |
| Capacitate: 15.520 | OțelulBrăilaBacăuPolitehnicaPloieștiFarulUniversitateaGloriaInterASAArgeșElectroputereBrașovCorvinulBucureștiEchipele din București: · Dinamo · Rapid · Sportul · SteauaDivizia A 1991-1992 (România) DinamoRapidSteauaSportul Locația echipelor din București. | OțelulBrăilaBacăuPolitehnicaPloieștiFarulUniversitateaGloriaInterASAArgeșElectroputereBrașovCorvinulBucureștiEchipele din București: · Dinamo · Rapid · Sportul · SteauaDivizia A 1991-1992 (România) DinamoRapidSteauaSportul Locația echipelor din București. | Capacitate: 15.000  |
|                    | OțelulBrăilaBacăuPolitehnicaPloieștiFarulUniversitateaGloriaInterASAArgeșElectroputereBrașovCorvinulBucureștiEchipele din București: · Dinamo · Rapid · Sportul · SteauaDivizia A 1991-1992 (România) DinamoRapidSteauaSportul Locația echipelor din București. | OțelulBrăilaBacăuPolitehnicaPloieștiFarulUniversitateaGloriaInterASAArgeșElectroputereBrașovCorvinulBucureștiEchipele din București: · Dinamo · Rapid · Sportul · SteauaDivizia A 1991-1992 (România) DinamoRapidSteauaSportul Locația echipelor din București. |                     |
| Selena Bacău       | OțelulBrăilaBacăuPolitehnicaPloieștiFarulUniversitateaGloriaInterASAArgeșElectroputereBrașovCorvinulBucureștiEchipele din București: · Dinamo · Rapid · Sportul · SteauaDivizia A 1991-1992 (România) DinamoRapidSteauaSportul Locația echipelor din București. | OțelulBrăilaBacăuPolitehnicaPloieștiFarulUniversitateaGloriaInterASAArgeșElectroputereBrașovCorvinulBucureștiEchipele din București: · Dinamo · Rapid · Sportul · SteauaDivizia A 1991-1992 (România) DinamoRapidSteauaSportul Locația echipelor din București. | FC Brașov           |
| Municipal          | OțelulBrăilaBacăuPolitehnicaPloieștiFarulUniversitateaGloriaInterASAArgeșElectroputereBrașovCorvinulBucureștiEchipele din București: · Dinamo · Rapid · Sportul · SteauaDivizia A 1991-1992 (România) DinamoRapidSteauaSportul Locația echipelor din București. | OțelulBrăilaBacăuPolitehnicaPloieștiFarulUniversitateaGloriaInterASAArgeșElectroputereBrașovCorvinulBucureștiEchipele din București: · Dinamo · Rapid · Sportul · SteauaDivizia A 1991-1992 (România) DinamoRapidSteauaSportul Locația echipelor din București. | Tineretului         |
| Capacitate: 17.500 | OțelulBrăilaBacăuPolitehnicaPloieștiFarulUniversitateaGloriaInterASAArgeșElectroputereBrașovCorvinulBucureștiEchipele din București: · Dinamo · Rapid · Sportul · SteauaDivizia A 1991-1992 (România) DinamoRapidSteauaSportul Locația echipelor din București. | OțelulBrăilaBacăuPolitehnicaPloieștiFarulUniversitateaGloriaInterASAArgeșElectroputereBrașovCorvinulBucureștiEchipele din București: · Dinamo · Rapid · Sportul · SteauaDivizia A 1991-1992 (România) DinamoRapidSteauaSportul Locația echipelor din București. | Capacitate: 10.000  |
|                    | OțelulBrăilaBacăuPolitehnicaPloieștiFarulUniversitateaGloriaInterASAArgeșElectroputereBrașovCorvinulBucureștiEchipele din București: · Dinamo · Rapid · Sportul · SteauaDivizia A 1991-1992 (România) DinamoRapidSteauaSportul Locația echipelor din București. | OțelulBrăilaBacăuPolitehnicaPloieștiFarulUniversitateaGloriaInterASAArgeșElectroputereBrașovCorvinulBucureștiEchipele din București: · Dinamo · Rapid · Sportul · SteauaDivizia A 1991-1992 (România) DinamoRapidSteauaSportul Locația echipelor din București. |                     |
| Gloria Bistrița    | Electroputere Craiova | Inter Sibiu | Corvinul Hunedoara  |
| Gloria             | Electroputere | Inter | Corvinul            |
| Capacitate: 7.800  | Capacitate: 7.000 | Capacitate: 14.200 | Capacitate: 17.500  |
|                    | | |                     |

## Clasament
Țara a obținut un loc adițional pentru Cupa UEFA în urma interdicției ONU a Iugoslaviei.
| Loc | Echipă                 | Pct. | MJ | V  | E  | Î  | GM | GP | DG  | Calificare sau retrogradare                             |
| --- | ---------------------- | ---- | -- | -- | -- | -- | -- | -- | --- | ------------------------------------------------------- |
| 1.  | Dinamo (C)             | 55   | 34 | 21 | 13 | 0  | 76 | 23 | +53 | Liga Campionilor 1992-93 Prima rundă                    |
| 2.  | Steaua București       | 48   | 34 | 20 | 8  | 6  | 68 | 31 | +37 | Cupa Cupelor 1992-93 Prima rundă                        |
| 3.  | Electroputere Craiova  | 39   | 34 | 16 | 7  | 11 | 43 | 28 | +15 | Cupa UEFA 1992-93 Prima rundă                           |
| 4.  | FCU Craiova            | 39   | 34 | 14 | 11 | 9  | 38 | 28 | +10 | Cupa UEFA 1992-93 Prima rundă                           |
| 5.  | Politehnica Timișoara  | 39   | 34 | 15 | 9  | 10 | 36 | 34 | +2  | Cupa UEFA 1992-93 Prima rundă                           |
| 6.  | Dacia Unirea Brăila    | 35   | 34 | 14 | 7  | 13 | 39 | 37 | +2  | Cupa Balcanică 1992-93                                  |
| 7.  | Rapid                  | 35   | 34 | 13 | 9  | 12 | 34 | 37 | −3  | Cupa Intertoto 1992                                     |
| 8.  | Oțelul                 | 35   | 34 | 15 | 5  | 14 | 38 | 46 | −8  |                                                         |
| 9.  | FC Brașov              | 34   | 34 | 13 | 8  | 13 | 53 | 49 | +4  |                                                         |
| 10. | FC Ploiești            | 34   | 34 | 14 | 6  | 14 | 37 | 49 | −12 |                                                         |
| 11. | Gloria Bistrița        | 33   | 34 | 13 | 7  | 14 | 46 | 40 | +6  |                                                         |
| 12. | Inter Sibiu            | 33   | 34 | 13 | 7  | 14 | 42 | 43 | −1  |                                                         |
| 13. | Farul                  | 32   | 34 | 14 | 4  | 16 | 40 | 43 | −3  |                                                         |
| 14. | Selena Bacău           | 29   | 34 | 11 | 7  | 16 | 32 | 54 | −22 |                                                         |
| 15. | Sportul Studențesc     | 28   | 34 | 10 | 8  | 16 | 37 | 47 | −10 |                                                         |
| 16. | Argeș Pitești (R)      | 24   | 34 | 8  | 8  | 18 | 38 | 52 | −14 | Cupa Intertoto 1992 Retrogradare în Divizia B 1992-1993 |
| 17. | Târgu Mureș (1964) (R) | 21   | 34 | 8  | 5  | 21 | 31 | 55 | −24 | Retrogradare în Divizia B 1992-1993                     |
| 18. | Corvinul (R)           | 19   | 34 | 6  | 7  | 21 | 35 | 67 | −32 | Retrogradare în Divizia B 1992-1993                     |

### Pozițiile pe etapă
| Etapă/ Echipă                | 1               | 2  | 3  | 4  | 5  | 6  | 7  | 8  | 9  | 10 | 11 | 12 | 13 | 14 | 15 | 16 | 17 | 18 | 19 | 20 | 21 | 22 | 23 | 24 | 25 | 26 | 27 | 28 | 29 | 30 | 31 | 32 | 33 | 34 |    |
| ---------------------------- | --------------- | -- | -- | -- | -- | -- | -- | -- | -- | -- | -- | -- | -- | -- | -- | -- | -- | -- | -- | -- | -- | -- | -- | -- | -- | -- | -- | -- | -- | -- | -- | -- | -- | -- | -- |
| Etapă/ Echipă                | ASA Târgu Mureș | 13 | 16 | 13 | 16 | 17 | 13 | 9  | 12 | 14 | 11 | 13 | 14 | 16 | 14 | 15 | 16 | 17 | 17 | 17 | 18 | 17 | 17 | 17 | 17 | 17 | 17 | 17 | 17 | 17 | 17 | 17 | 17 | 17 | 17 |
| Corvinul Hunedoara           | 2               | 7  | 4  | 9  | 12 | 14 | 16 | 17 | 15 | 16 | 16 | 18 | 15 | 17 | 17 | 18 | 16 | 18 | 18 | 17 | 18 | 18 | 18 | 18 | 18 | 18 | 18 | 18 | 18 | 18 | 18 | 18 | 18 | 18 |    |
| Dacia Unirea Brăila          | 10              | 15 | 14 | 15 | 13 | 15 | 17 | 18 | 18 | 17 | 18 | 15 | 18 | 16 | 18 | 15 | 15 | 14 | 14 | 13 | 12 | 13 | 13 | 14 | 14 | 13 | 13 | 13 | 13 | 11 | 9  | 7  | 8  | 6  |    |
| Dinamo București             | 1               | 3  | 1  | 1  | 1  | 1  | 1  | 1  | 1  | 1  | 1  | 1  | 1  | 1  | 1  | 1  | 1  | 1  | 1  | 1  | 1  | 1  | 1  | 1  | 1  | 1  | 1  | 1  | 1  | 1  | 1  | 1  | 1  | 1  |    |
| Electroputere Craiova        | 8               | 5  | 2  | 6  | 5  | 5  | 4  | 6  | 6  | 7  | 5  | 8  | 9  | 8  | 8  | 6  | 5  | 5  | 5  | 5  | 5  | 6  | 5  | 7  | 6  | 6  | 6  | 7  | 6  | 4  | 6  | 5  | 5  | 3  |    |
| Argeș Pitești                | 14              | 17 | 16 | 13 | 11 | 10 | 13 | 14 | 17 | 14 | 14 | 11 | 12 | 11 | 12 | 13 | 14 | 15 | 15 | 16 | 16 | 16 | 16 | 16 | 16 | 16 | 16 | 15 | 16 | 16 | 16 | 16 | 16 | 16 |    |
| Bacău                        | 3               | 4  | 3  | 8  | 8  | 9  | 8  | 10 | 8  | 9  | 8  | 9  | 6  | 9  | 11 | 8  | 12 | 13 | 13 | 14 | 14 | 14 | 15 | 13 | 13 | 14 | 14 | 14 | 14 | 14 | 14 | 14 | 15 | 14 |    |
| Brașov                       | 4               | 9  | 11 | 10 | 9  | 12 | 14 | 11 | 12 | 10 | 11 | 13 | 13 | 13 | 13 | 14 | 13 | 11 | 11 | 11 | 13 | 12 | 12 | 12 | 12 | 12 | 10 | 8  | 9  | 7  | 8  | 10 | 12 | 9  |    |
| Farul Constanța              | 17              | 18 | 18 | 17 | 16 | 18 | 18 | 15 | 11 | 12 | 10 | 12 | 10 | 12 | 9  | 11 | 9  | 9  | 10 | 8  | 10 | 8  | 11 | 9  | 11 | 9  | 11 | 10 | 11 | 13 | 13 | 13 | 13 | 13 |    |
| FC Ploiești                  | 18              | 13 | 9  | 5  | 2  | 2  | 2  | 2  | 2  | 2  | 2  | 2  | 2  | 3  | 3  | 3  | 3  | 3  | 3  | 3  | 3  | 4  | 3  | 4  | 3  | 4  | 4  | 5  | 5  | 6  | 5  | 6  | 6  | 10 |    |
| Gloria Bistrița              | 12              | 8  | 12 | 14 | 15 | 11 | 10 | 8  | 9  | 8  | 9  | 6  | 7  | 6  | 6  | 9  | 7  | 6  | 7  | 7  | 9  | 11 | 10 | 8  | 5  | 7  | 9  | 11 | 12 | 10 | 7  | 11 | 11 | 11 |    |
| Inter Sibiu                  | 9               | 10 | 15 | 11 | 14 | 16 | 15 | 16 | 13 | 15 | 15 | 16 | 14 | 15 | 14 | 12 | 10 | 10 | 8  | 9  | 8  | 5  | 7  | 10 | 8  | 10 | 12 | 12 | 10 | 12 | 10 | 12 | 7  | 12 |    |
| Oțelul Galați                | 7               | 12 | 8  | 12 | 10 | 6  | 5  | 4  | 3  | 5  | 6  | 4  | 5  | 4  | 5  | 5  | 6  | 8  | 9  | 10 | 7  | 9  | 8  | 11 | 10 | 11 | 8  | 6  | 8  | 9  | 12 | 9  | 10 | 8  |    |
| Politehnica Timișoara        | 5               | 1  | 5  | 2  | 4  | 4  | 6  | 5  | 7  | 6  | 7  | 7  | 8  | 10 | 7  | 10 | 8  | 7  | 6  | 6  | 6  | 7  | 6  | 5  | 7  | 5  | 5  | 4  | 4  | 3  | 3  | 4  | 4  | 5  |    |
| Rapid București              | 15              | 11 | 7  | 4  | 6  | 7  | 11 | 9  | 10 | 13 | 12 | 10 | 11 | 7  | 10 | 7  | 11 | 12 | 12 | 12 | 11 | 10 | 9  | 6  | 9  | 8  | 7  | 9  | 7  | 8  | 11 | 8  | 9  | 7  |    |
| Sportul Studențesc București | 16              | 14 | 17 | 18 | 18 | 17 | 12 | 13 | 16 | 18 | 17 | 17 | 17 | 18 | 16 | 17 | 18 | 16 | 16 | 15 | 15 | 15 | 14 | 15 | 15 | 15 | 15 | 16 | 15 | 15 | 15 | 15 | 14 | 15 |    |
| Steaua București             | 6               | 2  | 6  | 3  | 3  | 3  | 3  | 3  | 4  | 3  | 3  | 3  | 3  | 2  | 2  | 2  | 2  | 2  | 2  | 2  | 2  | 2  | 2  | 2  | 2  | 2  | 2  | 2  | 2  | 2  | 2  | 2  | 2  | 2  |    |
| Universitatea Craiova        | 11              | 6  | 10 | 7  | 7  | 8  | 7  | 7  | 5  | 4  | 4  | 5  | 4  | 5  | 4  | 4  | 4  | 4  | 4  | 4  | 4  | 3  | 4  | 3  | 4  | 3  | 3  | 3  | 3  | 5  | 4  | 3  | 3  | 4  |    |

| Câștigătorii Diviziei A, ediția 1991/1992 |
| ----------------------------------------- |
| \| Dinamo București Al 14-lea Titlu       |

## Rezultate
| Oaspeți ► Gazde ▼                          | ASA | COR | DUB | DIN | EXT | ARG | BAC | BRA | FAR | PET | GBI | INT | OȚE | POL | RAP | SPO | STE | UCR |
| ------------------------------------------ | --- | --- | --- | --- | --- | --- | --- | --- | --- | --- | --- | --- | --- | --- | --- | --- | --- | --- |
| ASA Târgu Mureș                            |     | 2–0 | 3–1 | 0–1 | 1–0 | 4–0 | 0–0 | 2–2 | 3–0 | 4–0 | 0–3 | 1–3 | 2–2 | 1–2 | 0–1 | 1–2 | 1–0 | 0–0 |
| Corvinul Hunedoara                         | 4–2 |     | 1–1 | 1–1 | 0–0 | 4–1 | 3–0 | 2–5 | 0–1 | 1–1 | 3–2 | 1–2 | 3–1 | 1–3 | 0–0 | 4–1 | 2–2 | 0–3 |
| Dacia Unirea Brăila                        | 0–0 | 1–0 |     | 1–1 | 2–1 | 1–1 | 2–1 | 3–2 | 3–0 | 1–0 | 1–2 | 2–0 | 1–2 | 4–0 | 1–0 | 1–0 | 0–0 | 0–0 |
| Dinamo București                           | 2–0 | 5–1 | 2–1 |     | 1–0 | 3–1 | 3–0 | 5–2 | 4–0 | 6–0 | 2–1 | 5–0 | 4–1 | 4–1 | 4–4 | 1–0 | 1–0 | 2–0 |
| Electroputere Craiova                      | 3–1 | 1–0 | 1–0 | 0–0 |     | 2–0 | 4–0 | 2–0 | 3–0 | 6–0 | 2–1 | 1–1 | 1–0 | 2–0 | 1–0 | 2–1 | 1–1 | 1–1 |
| Argeș Pitești                              | 5–0 | 1–0 | 1–2 | 0–1 | 1–1 |     | 2–4 | 0–1 | 2–0 | 2–1 | 1–1 | 1–0 | 4–0 | 3–1 | 0–1 | 3–1 | 1–1 | 0–2 |
| Bacău                                      | 1–0 | 2–0 | 0–1 | 1–1 | 2–0 | 1–0 |     | 2–2 | 1–0 | 2–0 | 0–2 | 0–0 | 1–0 | 2–0 | 3–1 | 2–1 | 1–2 | 0–0 |
| Brașov                                     | 3–0 | 4–1 | 2–1 | 0–0 | 3–1 | 2–1 | 3–0 |     | 2–0 | 2–0 | 2–1 | 2–0 | 0–2 | 0–0 | 1–1 | 1–1 | 3–2 | 1–1 |
| Farul Constanța                            | 2–0 | 5–0 | 4–1 | 0–0 | 0–1 | 1–0 | 3–0 | 3–1 |     | 1–2 | 3–1 | 1–0 | 3–0 | 1–1 | 2–0 | 2–1 | 0–5 | 1–0 |
| FC Ploiești                                | 2–0 | 2–1 | 3–1 | 0–4 | 1–2 | 1–1 | 3–1 | 4–1 | 1–0 |     | 1–0 | 3–1 | 1–0 | 2–1 | 0–0 | 0–0 | 2–1 | 2–0 |
| Gloria Bistrița                            | 2–0 | 3–1 | 4–2 | 1–1 | 2–0 | 2–0 | 2–0 | 2–1 | 0–2 | 1–1 |     | 2–1 | 1–0 | 0–1 | 1–2 | 0–0 | 1–2 | 3–0 |
| Inter Sibiu                                | 4–0 | 4–1 | 1–0 | 2–2 | 2–1 | 2–1 | 1–1 | 2–1 | 3–1 | 2–0 | 1–1 |     | 2–1 | 1–0 | 3–1 | 2–3 | 1–1 | 0–0 |
| Oțelul Galați                              | 3–2 | 2–0 | 1–1 | 2–2 | 1–0 | 1–1 | 3–0 | 1–0 | 1–0 | 2–1 | 1–0 | 1–0 |     | 0–1 | 3–2 | 2–1 | 2–0 | 1–0 |
| Politehnica Timișoara                      | 1–0 | 1–0 | 1–0 | 0–0 | 0–0 | 2–1 | 4–0 | 2–0 | 1–1 | 2–0 | 2–2 | 2–1 | 3–0 |     | 1–0 | 1–0 | 0–3 | 0–0 |
| Rapid București                            | 0–1 | 0–0 | 1–0 | 0–3 | 2–0 | 0–0 | 1–1 | 2–1 | 2–1 | 2–0 | 1–0 | 1–0 | 2–0 | 2–1 |     | 1–1 | 1–2 | 2–0 |
| Sportul Studențesc București               | 1–0 | 3–0 | 0–1 | 1–1 | 0–3 | 2–2 | 2–1 | 2–1 | 1–0 | 0–3 | 1–1 | 1–0 | 5–2 | 2–0 | 0–0 |     | 2–4 | 1–3 |
| Steaua București                           | 4–0 | 2–0 | 2–0 | 1–1 | 3–0 | 5–1 | 4–1 | 2–2 | 2–1 | 1–0 | 3–1 | 2–0 | 2–0 | 0–0 | 3–0 | 1–0 |     | 1–0 |
| Universitatea Craiova                      | 1–0 | 3–0 | 0–2 | 1–3 | 1–0 | 2–0 | 4–1 | 1–0 | 1–1 | 0–0 | 2–0 | 2–0 | 0–0 | 1–1 | 3–1 | 1–0 | 5–4 |     |
| Câștigă gazdele; Remiză; Câștigă oaspeții. |     |     |     |     |     |     |     |     |     |     |     |     |     |     |     |     |     |     |

## Golgheteri
- Gabor Gerstenmajer - Dinamo București - 21
- Costel Lazăr - FC Ploiești - 16
- Ioan Marcu - FC Brașov - 15
- Dorinel Munteanu - Dinamo București - 12
- Marian Ivan - FC Brașov - 11
- Viorel Ion - Oțelul Galați - 11
- Marian Popa - Steaua București - 11
- Petre Grigoraș - Farul Constanța - 10
- Viorel Tănase - Oțelul Galați - 10
- Marcel Băban - Politehnica Timișoara - 10
- Horațiu Cioloboc - ASA Târgu Mureș - 9
- Ilie Dumitrescu - Steaua București - 9
- Ionel Luță - Electroputere Craiova - 9
- Florin Constantinovici - Rapid București - 8
- Ovidiu Maier - ASA Târgu Mureș - 8
- Basarab Panduru - Steaua București - 8
- Lucian Burchel - Inter Sibiu - 8
- Mihail Majearu - Inter Sibiu - 8
- Constantin Pană - Dinamo București - 7
- Costin Maleș - Oțelul Galați - 6
- Ovidiu Hanganu - Corvinul Hunedoara - 6
- Eugen Neagoe - Universitatea Craiova - 5
- Silvian Dobre - Corvinul Hunedoara - 5
- Vasile Brătianu - Dacia Unirea Brăila - 5
- Gheorghe Dumitrașcu - Rapid București - 5
- Constantin Gâlcă - Steaua București - 5